# Casa Francesc Vilardell
La Casa Francesc Vilardell és un edifici del municipi de Moià (Moianès) que forma part de l'Inventari del Patrimoni Arquitectònic de Catalunya.

## Descripció
És una casa de planta quadrada amb tres tribunes adossades amb la planta baixa i dos terrats (que corresponen a dues tribunes), un d'ells cobert. La teulada és a dues vessants, asimètrica, amb un llop a la teulada curta per a donar llum a les golfes. Té adossat un entorn eclèctic neoromànic, formant una falsa capella, un claustre obert amb vuit arcs i una torre que imita un campanar romànic de quatre pisos. L'interior és modernista i ha estat molt reformat. Té d'interessant dos vitralls amb temes florals, la fusteria de les baranes, portals, arrambadors i els voltants de les xemeneies.

## Història
L'edifici fou construït amb la intenció de ser casa d'estiueig de la família Vilardell, originària de Moià. La construcció data de les dues primeres dècades del segle xx. La part neoromànica, una mica posterior, és feta amb blocs de ciment a cara vista de la casa Bein de Barcelona, aprofitant el motllatge del Poble Espanyol de Barcelona.